# AY-3-8910

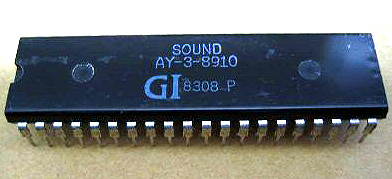
AY-3-8910

AY-3-8910 (Yamahas licenstillverkade version: YM2149) är ett trerösters ljudchip designat av General Instrument, ursprungligen för sin 16-bitarsprodukt CP1610, alternativt för en av deras 8-bitarsprodukter i PIC1650-serien.
Chipet och varianter på det blev populärt i många arkadspel och versioner av det användes bland annat i spelkonsolerna Intellivision och Vectrex, samt i hemdatorerna MSX, Atari ST, Amstrad CPC, Oric 1, Colour Genie, Elektor TV Games Computer samt Sinclair ZX Spectrum 128/+2/+3. Chipet användes även i ljudkortet Mockingboard för Apple II-familjen.